# Bommekärr
Bommekärr är en sjö i Alingsås kommun i Västergötland och ingår i Göta älvs huvudavrinningsområde. Sjön är 3,2 meter djup, har en yta på 0,001 kvadratkilometer och är belägen 165 meter över havet.